# Бергер, Патрик
Па́трик Бе́ргер (чеш. Patrik Berger; род. 10 ноября 1973, Прага) — чехословацкий и чешский футболист, полузащитник. В прошлом выступал за дортмундскую «Боруссию» и «Ливерпуль».

## Личная жизнь
Бергер родился в Праге, Чехословакия. Его дядей является чешский футболист Ян Бергер. Он женат на Ярославе, и имеет двоих детей, сына Патрика и дочь Валентинку. Он получил британский паспорт в 2001 году, после того, как в течение пяти лет играл за футбольный клуб в Англии. Это позволило ему играть без необходимости разрешения на работу, которые требовались для игроков не являющихся членами ЕС.

## Карьера

### Прага и Дортмунд
Он начал свою футбольную карьеру в качестве игрока молодёжного состава клуба «Спарта» (Прага) в 1989 году, но за основную команду так и не сыграл. В 1991 Патрик перешёл в другой пражский клуб «Славия», подписав профессиональный контракт на два года. Став игроком основной сборной Чехословакии, впоследствии выбрал сборную Чехии.
5 мая 2008 года Патрик в открытой печати призвал своего партнёра по «Астон Вилле» Гарета Барри не упускать возможность перехода в «Ливерпуль» (который как раз собирался его приобрести), сказав, что «подобная возможность представляется раз в жизни». На следующий день с ответным заявлением выступил Мартин О’Нил, главный тренер бирмингемской команды, заявивший о грубейшем нарушении чешским полузащитником профессиональной этики. О’Нил сказал, что, совершив такой поступок, Бергер больше не может оставаться в «Астон Вилле» и должен искать себе новый клуб. Патрик, контракт которого и так истекал через два месяца, сказал на это, что он присоединится к одному из клубов Премьер-Лиги (возможно, «Портсмуту») или вернётся домой в Чехию (что в итоге и произошло).
6 января 2010 года стало известно, что накануне Патрик Бергер объявил о завершении карьеры.

## Достижения

### Командные
Боруссия
- Суперкубок Германии (1995)
- Чемпион Германии (1996)

Ливерпуль
- Кубок Англии (2001)
- Кубок Лиги (2001, 2003)
- Кубок УЕФА (2001)
- Суперкубок Англии (2001)
- Суперкубок Европы (2001)

### Личные
- Футболист года в Чехии: 1996
- Игрок месяца английской Премьер-лиги: сентябрь 1996